# Leucocoryne
Leucocoryne là chi thực vật có hoa trong họ Amaryllidaceae.

## Đặc điểm
Tán lá của các loài dài và hẹp, có mùi giống như mùi hành. Các hoa màu lam, trắng hay tím hoa cà mọc thành tán.
Toàn bộ chi này là đặc hữu Chile ở Nam Mỹ. Một số loài được trồng trong vườn làm cây cảnh. Chúng đòi hỏi đất có độ thoát nước tốt và không chịu được giá rét. L. purpurea, với hoa màu tím tía, được Hiệp hội làm vườn Hoàng gia Anh (RHS) trao tặng phần thưởng phẩm chất làm vườn (AGM).

## Các loài
Các loài liệt kê dưới đây được The Plant List công nhận, mặc dù một số tác giả ước tính nó chỉ chứa khoảng 15 loài.
1. Leucocoryne alliacea Lindl.
2. Leucocoryne angosturae Ravenna
3. Leucocoryne angustipetala Gay
4. Leucocoryne appendiculata Phil.
5. Leucocoryne arrayanensis Ravenna
6. Leucocoryne candida Ravenna
7. Leucocoryne codehuensis Ravenna
8. Leucocoryne conconensis Ravenna
9. Leucocoryne conferta Zoellner
10. Leucocoryne coquimbensis F.Phil. ex Phil.
11. Leucocoryne coronata Ravenna
12. Leucocoryne curacavina Ravenna
13. Leucocoryne dimorphopetala (Gay) Ravenna
14. Leucocoryne editiana Ravenna
15. Leucocoryne foetida Phil.
16. Leucocoryne fragrantissima Ravenna
17. Leucocoryne fuscostriata Ravenna
18. Leucocoryne gilliesioides (Phil.) Ravenna
19. Leucocoryne inclinata Ravenna
20. Leucocoryne incrassata'' Phil.
21. Leucocoryne ixioides (Sims) Lindl.
22. Leucocoryne leucogyna Ravenna
23. Leucocoryne lilacea Ravenna
24. Leucocoryne lituecensis Ravenna
25. Leucocoryne lurida Ravenna
26. Leucocoryne macropetala Phil.
27. Leucocoryne maulensis Ravenna
28. Leucocoryne modesta Ravenna
29. Leucocoryne mollensis Ravenna
30. Leucocoryne narcissoides Phil.
31. Leucocoryne odorata Lindl.
32. Leucocoryne pachystyla Ravenna
33. Leucocoryne pauciflora Phil.
34. Leucocoryne porphyrea Ravenna
35. Leucocoryne praealta Ravenna
36. Leucocoryne purpurea Gay
37. Leucocoryne quilimarina Ravenna
38. Leucocoryne reflexa Grau
39. Leucocoryne roblesiana Ravenna
40. Leucocoryne rungensis Ravenna
41. Leucocoryne simulans Ravenna
42. Leucocoryne subulata Ravenna
43. Leucocoryne taguataguensis Ravenna
44. Leucocoryne talinensis Mansur & Cisternas
45. Leucocoryne tricornis Ravenna
46. Leucocoryne ungulifera Ravenna
47. Leucocoryne valparadisea Ravenna
48. Leucocoryne violacescens Phil.
49. Leucocoryne vittata Ravenna

## Phát sinh chủng loài
Cây phát sinh chủng loài vẽ theo Sassone et al. (2014)

|  | Ipheion   |
|  |           |
|  | Tristagma |
|  |           |

|  | \| \| Zoellnerallium = Latace \| \| \| \| \| \| Nothoscordum \| \| \| \| |
|  |                                                                          |
|  | Beauverdia                                                               |
|  |                                                                          |
|  | Zoellnerallium = Latace                                                  |
|  |                                                                          |
|  | Nothoscordum                                                             |
|  |                                                                          |

|  | Zoellnerallium = Latace |
|  |                         |
|  | Nothoscordum            |
|  |                         |

|  | Ipheion   |
|  |           |
|  | Tristagma |
|  |           |

|  | \| \| Zoellnerallium = Latace \| \| \| \| \| \| Nothoscordum \| \| \| \| |
|  |                                                                          |
|  | Beauverdia                                                               |
|  |                                                                          |
|  | Zoellnerallium = Latace                                                  |
|  |                                                                          |
|  | Nothoscordum                                                             |
|  |                                                                          |

|  | Zoellnerallium = Latace |
|  |                         |
|  | Nothoscordum            |
|  |                         |

|  | Ipheion   |
|  |           |
|  | Tristagma |
|  |           |

|  | \| \| Zoellnerallium = Latace \| \| \| \| \| \| Nothoscordum \| \| \| \| |
|  |                                                                          |
|  | Beauverdia                                                               |
|  |                                                                          |
|  | Zoellnerallium = Latace                                                  |
|  |                                                                          |
|  | Nothoscordum                                                             |
|  |                                                                          |

|  | Zoellnerallium = Latace |
|  |                         |
|  | Nothoscordum            |
|  |                         |

|  | Ipheion   |
|  |           |
|  | Tristagma |
|  |           |

|  | \| \| Zoellnerallium = Latace \| \| \| \| \| \| Nothoscordum \| \| \| \| |
|  |                                                                          |
|  | Beauverdia                                                               |
|  |                                                                          |
|  | Zoellnerallium = Latace                                                  |
|  |                                                                          |
|  | Nothoscordum                                                             |
|  |                                                                          |

|  | Zoellnerallium = Latace |
|  |                         |
|  | Nothoscordum            |
|  |                         |

Cây phát sinh chủng loài vẽ theo Souza et al. (2016).

|  | Ipheion   |
|  |           |
|  | Tristagma |
|  |           |

|  | Leucocoryne             |
|  |                         |
|  | Zoellnerallium = Latace |
|  |                         |

|  | Ipheion   |
|  |           |
|  | Tristagma |
|  |           |

|  | Leucocoryne             |
|  |                         |
|  | Zoellnerallium = Latace |
|  |                         |

|  | Ipheion   |
|  |           |
|  | Tristagma |
|  |           |

|  | Leucocoryne             |
|  |                         |
|  | Zoellnerallium = Latace |
|  |                         |

|  | Ipheion   |
|  |           |
|  | Tristagma |
|  |           |

|  | Leucocoryne             |
|  |                         |
|  | Zoellnerallium = Latace |
|  |                         |

## Hình ảnh

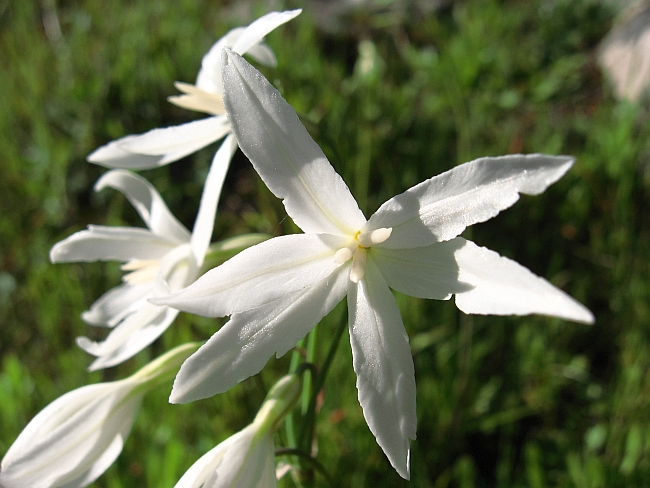
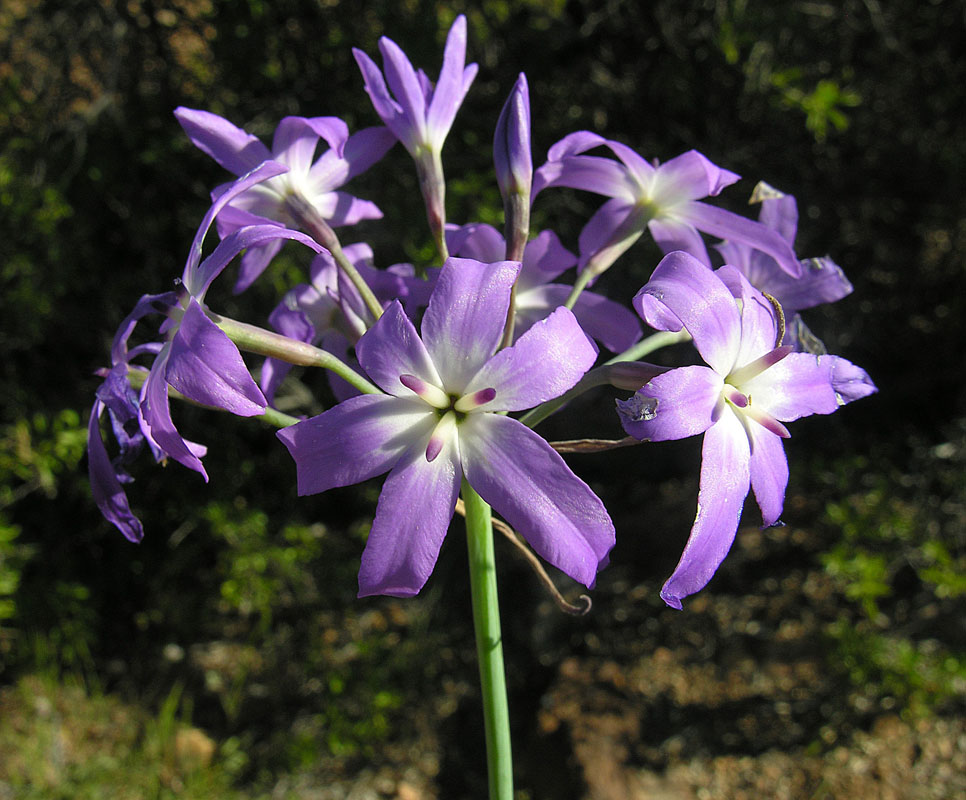